# Ole Tholstrup
Ole Knud Tholstrup (født 25. december 1930, død december 1991) var en velhavende dansk industrimand med interesser i Kosan a/s-konglomeratet.
Tholstrup var søn af industrimanden Knud Tholstrup, der grundlagde Kosan a/s, og hans kone Eva Helen Brødsgård.
Ole Tholstrup døde af alkoholisme i 1991.

## Yderligere læsning
- Tholstrup, Knud. (2015) Erindringer: Erhvervsmand, politiker, debattør. Allerød: Fritanken. ISBN 9788791060830